# Кульон
Ку́льон, або кроншне́п (Numenius) — рід сивкоподібних птахів родини баранцевих.

## Назва
Назва птаха кульон вважається запозиченням з польської мови: пол. kulon, яке може походити від ранішого kulan, однокореневого з kulik («кулик»). Інша назва кроншнеп походить від нім. Kronschnepfe («коронний баранець»).

## Опис
Великі та середнього розміру птахи з довгим дзьобом. Дзьоб тонкий, сильно загнутий донизу. Забарвлення пір'я однотонне, з дрібними плямочками, спина сіра або бурувата. Черево біле, боки білі з темними плямами. Хвіст з поперечними смугами.

## Спосіб життя
Полюбляють болота, вологі луки, трапляються в горах. Живляться жуками, хробаками та ягодами, лише один вид — кульон аляскинський — ящірками, дрібними ссавцями, яйцями інших птахів. Їжу шукають довгими дзьобами у болотистих ґрунтах. У пошуках їжі можуть долати великі відстані.
Яйця відкладають переважно серед каміння на землі або серед трави на болотах.
Не мають сезонного диморфізму.

## Поширення
Мешкають у Північній та Південній Америках, Євразії, Африці та Океанії.

## Види
Рід налічує 9 видів:
- Кульон американський (Numenius americanus)
- Кульон великий (Numenius arquata)
- Кульон середній (Numenius phaeopus)
- Кульон ескімоський (Numenius borealis) — перебуває під загрозою зникнення, можливо зниклий вид (початок 1960-х?)
- Кульон східний (Numenius madagascariensis)
- Кульон-крихітка (Numenius minutus)
- Кульон аляскинський (Numenius tahitiensis)
- Кульон тонкодзьобий (Numenius tenuirostris)[3]
- Кульон гудзонський (Numenius hudsonicus)[4]